# Himsklamm
Die Himsklamm ist ein Naturschutzgebiet und Natura-2000-Gebiet im Saarpfalz-Kreis im Saarland. Die Himsklamm liegt auf der Gemarkung von Gersheims Ortsteil Niedergailbach nahe der deutsch-französischen Grenze im Biosphärenreservat Bliesgau. Zum Naturschutzgebiet wurde das Areal am 12. November 1987 erklärt und am 16. Januar 2015 erweitert. 

## Flora & Fauna
Auf dem 50,7 Hektar großen Gelände befinden sich Stufenhänge des Muschelkalks beim Wallringerbach, Orchideen-Buchenwald und Kalk-Trockenrasen. In der Tierwelt finden sich der Wendehals, Neuntöter oder die Heidelerche.